# تی اس استریبلینگ
توماس سیجسموند استریبلینگ (به انگلیسی: Thomas Sigismund Stribling) نویسنده و وکیل آمریکایی و برنده جایزه پولیتزر برای داستان در سال ۱۹۳۳